# Florence Kasumba
Florence Kasumba, née le 26 octobre 1976 à Kampala (Ouganda), est une actrice allemande d'origine ougandaise. En plus de ses apparitions nombreuses à la télévision allemande et néerlandaise (notamment dans les séries Deutschland 86 et Tatort), elle est avant tout connue pour son rôle dans les films de l'univers cinématographique Marvel : Captain America: Civil War, Black Panther, Black Panther: Wakanda Forever. Elle est également active dans le doublage.

## Biographie
Florence Kasumba a grandi à Essen, où elle a fréquenté l'école primaire et l'école secondaire. La comédie musicale Starlight Express, qu'elle a regardée quand elle avait 12 ans, l'a inspirée pour devenir actrice.
Après avoir obtenu son diplôme d'études secondaires, elle a commencé des études de chant, de danse et de théâtre au conservatoire de Fonty à Tilbourg (Pays-Bas). Les matières qu'elle a étudiées étaient le ballet, le jazz, les claquettes, le chant et le théâtre. Elle a une tessiture de mezzo-soprano et elle parle couramment allemand, anglais et néerlandais. Kasumba est également passionnée par les arts martiaux asiatiques et elle pratique le kung-fu. 
Aujourd'hui elle réside à Berlin, en Allemagne, avec ses deux enfants et son mari.

## Carrière d'actrice
En ce qui concerne sa carrière d'interprète, Florence Kasumba s'est présentée sur de nombreuses scènes allemandes et autrichiennes. Elle a notamment joué dans les comédies musicales Le Roi Lion, Evita, Jesus Christ Superstar, Mamma Mia!, Cats, West Side Story, Hair et La Belle et la Bête. De 2003 à 2004, elle a joué le rôle-titre de la première production allemande de la comédie musicale Aïda de Elton John. 
En 2001, alors qu'elle étudie encore à l'université, elle fait sa première apparition au cinéma en incarnant le personnage de Silke dans le film néerlandais Ik ook van jou. Elle a ensuite joué dans plusieurs films et séries allemande, par exemple la série policière Tatort où elle a joué un rôle principal dans l'épisode La mort illégale en 2011, ainsi qu'un rôle secondaire dans l'épisode Borowski et la mer en 2014. 
Elle a également fait de nombreuses apparitions dans les films de l'Univers cinématographique Marvel. En 2016, elle a joué un petit rôle dans Captain America: Civil War. Ce rôle est élargi au personnage d'Ayo, une membre d'une équipe de combat entièrement féminine, que Kasumba a représenté dans les films Black Panther, et Black Panther: Wakanda Forever. Elle a également joué le rôle de la sénatrice Acantha dans Wonder Woman en 2017, ainsi que le rôle de la méchante sorcière de l'Est dans la série télévisée du NBC Emerald City en 2017.
En juin 2018, la chaîne de télévision allemande NDR a annoncé que Florence Kasumba commencera à jouer la commissaire de police Anaïs Schmitz dans les épisodes de Tatort à Göttingen, aux côtés de l'actrice allemande Maria Furtwängler. Le premier épisode, diffusé le 3 février 2019, est intitulé L'enfant disparu. Kasumba est la première commissaire noire du Tatort. 
Florence Kasumba est membre de l'Académie allemande du cinéma et elle partage aujourd'hui son temps entre les productions cinématographiques et télévisuelles allemandes et américaines.

## Prix et nominations
Florence Kasumba a été nommée pour le Black Entertainment Film Fashion Television & Arts Award (BEFFTA) dans la catégorie "Jeunes talents internationaux" en 2016 aux côtés de Lupita Nyong'o, John Boyega et Lisa Awuku.

## Engagement
Au début de sa carrière, Florence Kasumba a avant tout joué des rôles de personnes immigrantes ou réfugiées. À partir de 2014, elle s'engage à jouer des rôles où son origine africaine n'est pas décisive. Les castings stéréotypés en Allemagne l'ont souvent dérangée car elle dit ne pas vouloir que le public allemand voie que les acteurs et actrices noirs ne jouent que des hommes ou femmes de ménage, des prostitués, des dealers ou des réfugiés. 
Kasumba s'engage donc pour une plus grande diversité dans les films allemands de télévision, par exemple pour plus de personnages LGBT, ayant des origines ethniques différentes et pour plus de visibilité pour les personnes handicapées.
Selon Florence Kasumba, la couleur de sa peau joue encore un rôle important en Allemagne, contrairement aux Pays-Bas où elle déclare que personne n'est étonné lorsqu'elle dit qu'elle est allemande. Kasumba dit qu'elle a subi des expériences de racisme ordinaire, notamment des personnes qui lui demandent quand est-ce qu'elle retournera dans son pays. Bien qu'elle sache que ceci n'est pas mal intentionné et qu'elle essaie de ne pas mal réagir, elle dit avoir le sentiment de ne pas être bienvenue dans le pays où elle a pourtant grandi. Elle ne souhaite cependant pas accorder une place trop importante au sujet du racisme dans son discours car elle dit qu'elle n'a pas dû combattre elle-même pour les droits des femmes et les droits des personnes noires. Elle estime bénéficier des droits acquis par des luttes passées et elle voit ceci à la fois comme un cadeau et comme une responsabilité.
Florence Kasumba dit elle-même qu'elle n'est pas une personne politique. Même si elle observe le populisme de droite croissant en Europe avec préoccupation, elle dit essayer de tout remettre en question de manière critique et de ne jamais juger les autres pour quoi que ce soit.

## Filmographie

### Cinéma
- 2001 : Ik ook van jou : Silke
- 2006 : The Stoning : Nilophé
- 2012 : Transpapa : Tessi
- 2014 : Le Temps des cannibales : Magdalena la callgirl
- 2016 : Offline : La vie n'est pas un niveau bonus : Skuld
- 2016 : Captain America: Civil War : Ayo, la cheffe de la sécurité
- 2016 : Wie Männer über Frauen reden : Sabine
- 2017 : Wonder Woman : Sénatrice Acantha
- 2017 : Arthur et Claire : Maitre
- 2018 : Black Panther : Ayo
- 2018 : Avengers: Infinity War : Ayo
- 2018 : Mute : Tanya
- 2019 : Le Roi lion : Shenzi
- 2019 : A Midsummer Night's Dream : Hippolyta
- 2022 : Black Panther: Wakanda Forever : Ayo

### Télévision
- 2006-2019 : Tatort : plusieurs personnages (8 épisodes)
- 2007 : Die Familienanwältin : Mboose Thallert (1 épisode)
- 2007 : Quatuor pour une enquête : Freedom (1 épisode)
- 2008 : La Dernière Prophétie : Nadine
- 2009 : Romy Schneider : l'infirmière de l'hôpital américain
- 2010 : Kongo : Sprachmittlerin Noelle
- 2010 : L'Hôtel de tous les mystères : Dinah Imon
- 2010 : SOKO Donau : Mira Wiesinger (1 épisode)
- 2011 : La Belle et le Pilote : Mbuya
- 2012 : Le Testament de la catin : Alika
- 2013 : Großstadtrevier : Sisi Ngoro (1 épisode)
- 2013 : Mick Brisgau : Denise Mokaba (1 épisode)
- 2013 : In aller Freundschaft : Imani Kutesa (1 épisode)
- 2014 : The Quest : Talmuh (10 épisodes)
- 2015 : Inas Neues Leben : Ärztin
- 2015 : Letzte Spur Berlin : Mme Manyong (1 épisode)
- 2015 : Dominion : Daria (1 épisode)
- 2017 : Emerald City : East (3 épisodes)
- 2017 : Dr. Klein : Grace Kahindi-Bäumer (1 épisode)
- 2018 : Alerte Cobra : Karen Morris (1 épisode)
- 2018 : Deutschland 86 : Rose Seithathi (10 épisodes)
- 2019 : The Wall : Tamara
- 2019 : Spides : Officier Nique (3 épisodes)
- 2021 : Falcon et le Soldat de l'Hiver : Ayo